# 프록시믹스
프록시믹스(Proxemics) 또는 근접학(近接學)은 인간과 행동, 소통, 사회적 소통의 관계를 연구하는 학문이다. 공간학, 전달 공간론 등으로도 부른다.
프록시믹스는 비언어적 의사소통 부문의 여러 하위 분류들 가운데 하나로, 촉각, 동작학(키니식스), 준언어, 시간개념학(크로네믹스)이 포함된다.
1963년 이 용어를 만든 문화인류학자 에드워드 T. 홀은 프록시믹스를 "언어의 특수한 정밀함으로서 인간의 공간 이용의 상호 관련된 관찰과 이론"(the interrelated observations and theories of humans use of space as a specialized elaboration of culture)으로 정의하였다. 프록시믹스에 관한 토대가 되는 그의 저서 The Hidden Dimension에서 홀은 대인 소통에서 근접학적 행동(공간의 이용)의 영향을 강조했다. 홀에 따르면 프록시믹스의 연구는 사람들이 다른 사람과 일상에서 소통하는 방식뿐 아니라 자신의 집과 건물의 공간의 구성, 궁극적으로는 자신들의 마을의 구성을 평가하는 데도 가치가 있다. 프록시믹스는 관찰을 통해 공개되고 문화의 영향을 상당히 받은 대인 소통의 숨겨진 부분으로 남아있다.